# Sylera
Sylera（シレラ）とは、Gecko（Mozilla Firefoxなどで使われているレンダリングエンジン）を利用して作成されたウェブブラウザである。IZMI（いずみ）により、個人で開発が行われてきた。
名称は、「凄い風」を意味するアイヌ語の語句「シ･レラ」に由来する。

## 概要
軽快さとカスタマイズ性に優れ、「キーボードでの操作性の高さや、かなりの部分を自由に設定できる高度なカスタマイズ性が特徴ですが、その反面、カスタマイズの作業自体が難しい」と評される。
Mozilla Firefoxなどで利用されているXULは複数のOSで同じ動作をするように設計されているため、それによる動作の重さが問題となることがあった。「Geckoを利用したいが、緩慢な動作には耐え難い」という理由から、SyleraはMozilla（現在はSeaMonkey）をベースとしてブラウザエンジン部分にGecko Embedを使用し、その他のクライアント部分をWindowsネイティブのコードで独自に作成しているため、軽快なインターフェースからGeckoを利用できる。Geckoを利用するSeaMonkeyなどのウェブブラウザに依存するタイプとSylera単体で動作するタイプが公開されているが、現在のところ同じくGeckoを利用するMozilla Firefoxには対応していない。
軽快さに加えて多機能性を売りとしており、UserAgentの切り替えやサイト別のセキュリティ設定などよく使われそうな機能は、デフォルトで実装されている。また、ツールバーアイコンやメニュー、ショートカットキーなども自由に変更できるほか、ユーザーが好みに応じて任意のアクションを割り当てることが可能である。しかし、一部機能はGUIからでなくテキストエディタなどを通じて設定する必要があるため、多少の知識を要する面もある。
2007年以降は更新が停止されており、GRE同梱版はSeaMonkey 1.1.7までのアップデートにしか対応していない。
さらに、2009年以降は公式サイトにアクセスできない状態が続いているため、開発再開の見込みは薄い。

## 特徴
タブブラウズ（グループタブ）機能
1つのウインドウ内でタブで切り替えてWebページを表示する。タブ機能はビューを表示するビュータブと、それをグループ化するレイヤータブという形式を取る。
ブックマーク切り替え
Sylera独自形式、Gecko独自形式、IEお気に入り共有の3種類がある。RSSなどのWebフィードにも対応している。
セキュリティ
Geckoを使用しているためIEに起因するセキュリティホールの影響を受けない。また、タブごとやブックマークごとにスクリプトやプラグインの実行許可・不許可などといった設定を行うことが可能である。
SSLなどのサポートや、SSL使用サイトでアドレス表示欄の色が変わるといった機能も装備されている。
ドメイン別セキュリティ設定
ドメイン別にスクリプトやプラグインの実行許可・不許可を切り替えるセキュリティ設定を行うことが可能である。前方一致・後方一致・完全一致と指定文字列を一部に含むパターンを判定できるようになっている。
メニュー設定・ツールバー設定
UIから操作可能な部分もあるが、直接メニュー項目を編集することで項目の詳細なカスタマイズを行える。
マウスジェスチャ
マウスの右ボタンを押しながらドラッグを行ったときに戻る・進むといった任意のアクションを割り当てることが可能である。
カスタムボタン
ツールバーに任意の文字や画像を表示させ、それに任意のアクションを割り当てることが可能である。割り当て可能なアクションは拡張などにより増やせるうえ、画像も任意のものを追加できるようになっている。
拡張機能の利用
Sylera専用拡張
JavaScriptで作った拡張をメニューやマウスジェスチャなどに割り当てることで、本体に機能を追加できるようになっている。JavaScriptからGeckoの機能を呼び出すことに加え、GUIの割り当てられていない一部機能も利用することが可能である。
XUL拡張
SeaMonkeyで利用可能な拡張機能はSyleraでも利用可能であり、Sylera用拡張を利用すればオプション画面などもメニューから直接利用できる仕組みになっている。しかし、ブラウザの描画部分に関連した拡張以外はインストールしても何の意味も持たない。
IEコンポーネントの利用
IEでなければ表示できないWebページの存在を考慮し、補助機能としてIEのブラウザエンジンによる表示も行えるようになっている。ただし、SyleraはIEコンポーネントブラウザとして利用することを目的としているわけではないため、IEのブラウザエンジンから利用できる機能は若干限定される。
常駐・高速起動
設定によってタスクバーのトレイに常駐させた場合、ウインドウを閉じてもアプリケーションを終了せずにアプリケーションの状態が保持される。タスクトレイに最小化するのと同じような仕組みである。また、起動時にタスクトレイへ常駐させ、アプリケーションの起動を高速化する機能も持つ。

## 主要なリリース
下記に挙げた以外で、細かいバグ修正やセキュリティフィックスなどのバージョンアップがたびたび行われている。また、セキュリティフィックスはMozilla (SeaMonkey) がセキュリティアップデートを行った際にSyleraも並行する形となっている。
- 2001年9月21日 - Version 0.0.0 リリース
- 2002年8月4日 - Version 1.0.0 リリース
- 2003年11月29日 - Version 2.0.0 リリース
- 2004年3月15日 - Version 2.0.12よりGecko同梱版の提供開始
- 2004年6月17日 - Version 2.1.0 にてIEコンポーネントが利用可能に
- 2004年9月21日 - Version 2.1.14にて「お気に入り」「Bookmark」「RSSリーダー」が利用可能に
- 2005年9月15日 - Version 2.1.37にてアイコンを変更（月から譜面へ）
- 2006年6月2日 - Version 3.0.0 リリース（しおり、スキンの仕様変更、単体版Geckoのバージョンが1.7から1.8へ移行）
- 2006年6月14日 - Version 3.0.5 リリース（SeaMonkeyに対応）
- 2006年9月6日 - Version 3.0.12 リリース（SeaMonkey 1.1系に対応、Mozilla 1.7系が非対応に）
- 2007年1月19日 - Version 3.0.15 リリース（Webサイト別セキュリティ）
- 2007年5月19日 - Version 3.0.17 リリース（単体版Geckoを1.8.1系列に移行）